# Gemmi-Wägeli
Das Gemmi-Wägeli wurde um 1900 als einachsiger Wagen über den Gemmipass von Kandersteg nach Leukerbad genutzt.
Erfunden wurde das Gemmi-Wägeli 1883 von einem Berner Hotelier. Es zeigt, dass man zu dieser Zeit alle Möglichkeiten nutzte, um Touristen zu befördern. Auf dem Wagen fand nur eine Person Platz. Das Gefährt wurde rückwärts von einem Zugtier den Pass hinaufgezogen. Der "Kutscher" lief neben dem Wagen mit und erhielt pro Fahrt 20 Franken.

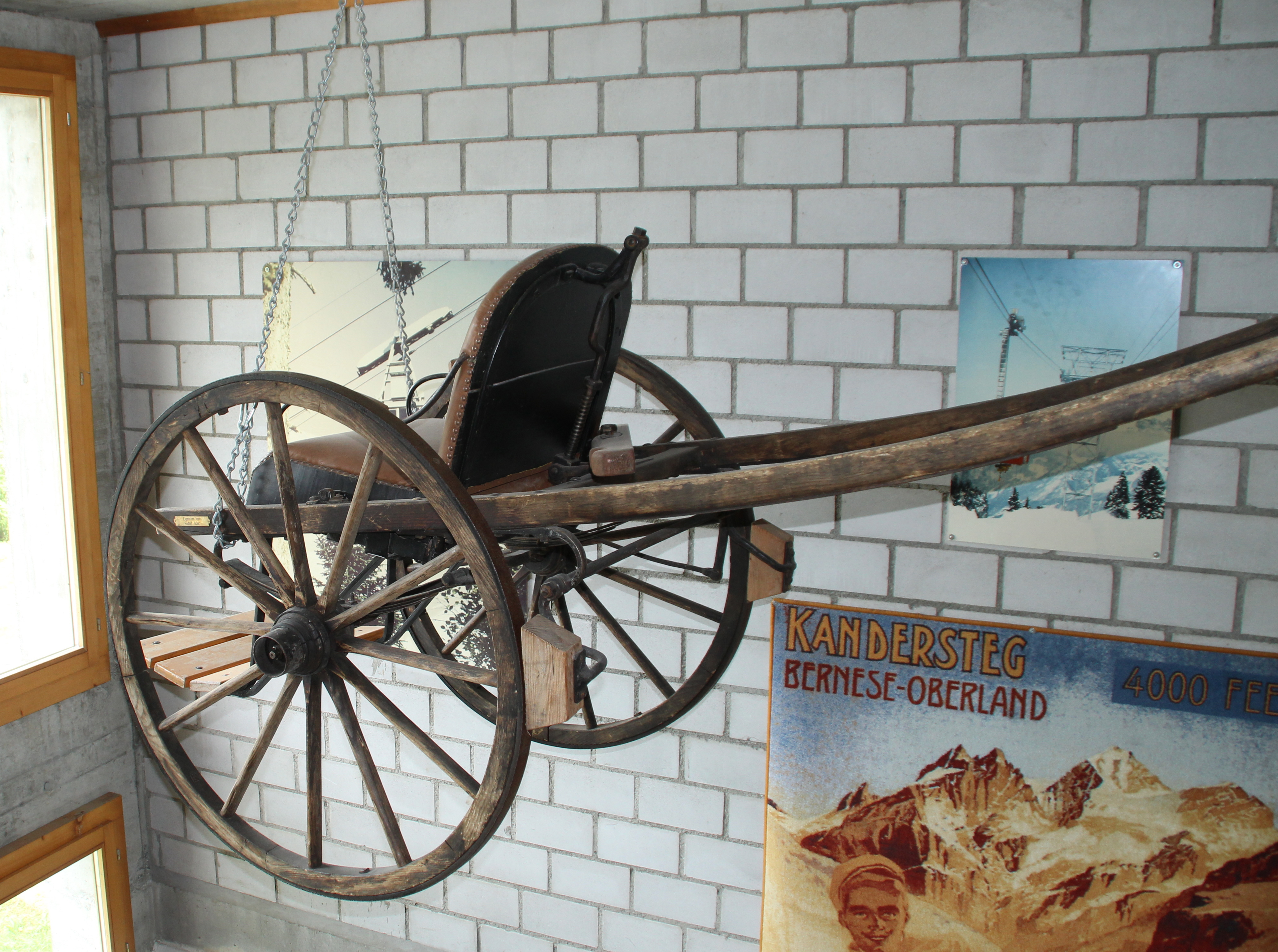
Gemmi-Wägeli in der Talstation der Sunnbüelbahn
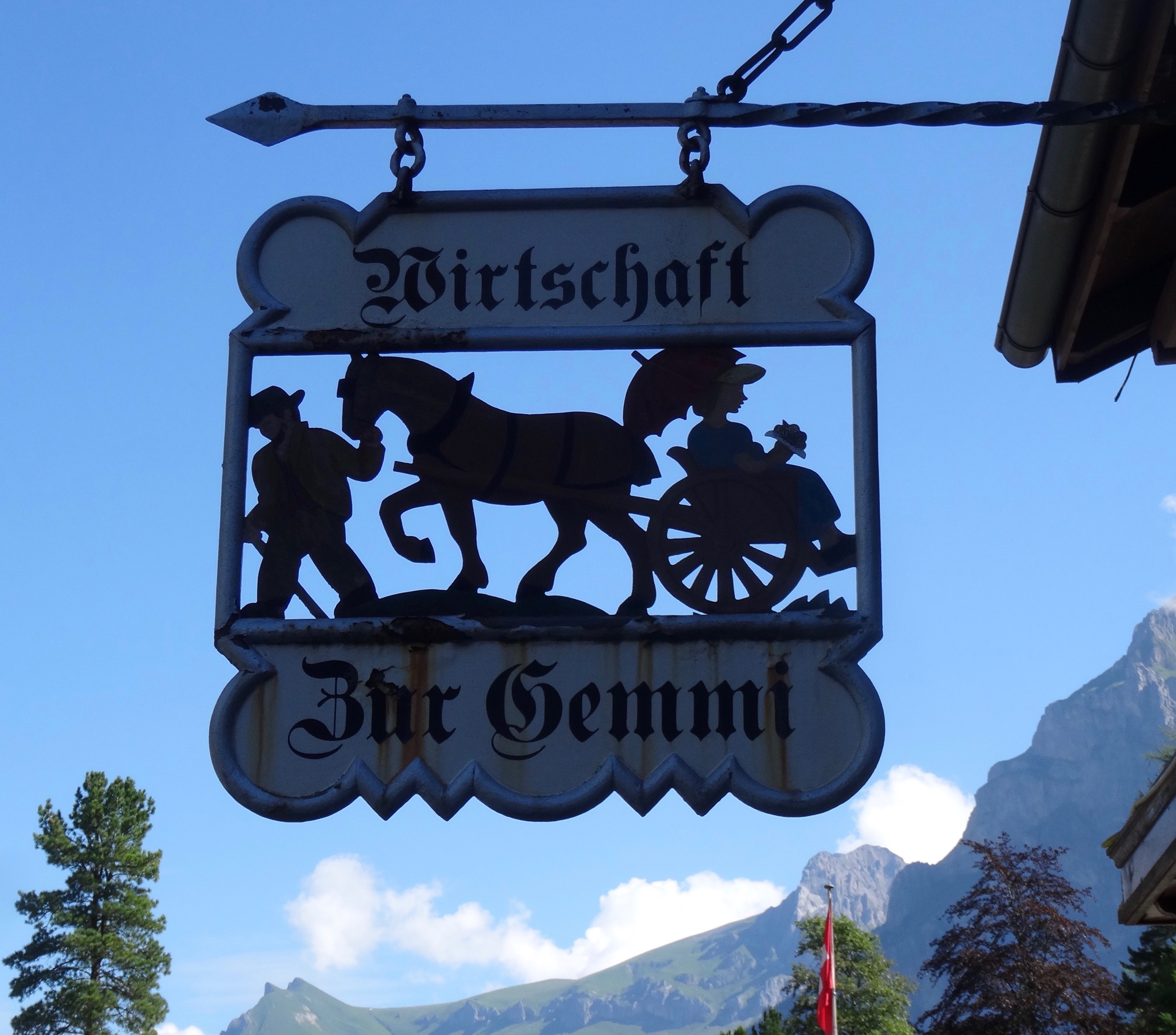
Schild am Hotel Gemmi, Kandersteg